# Fabio Pignatelli
Fabio Pignatelli (Roma, 30 ottobre 1953) è un bassista, compositore, arrangiatore e produttore discografico italiano.
È noto per aver composto e suonato alcune delle più famose colonne sonore horror italiane per i film di Dario Argento, fra le quali il riff di tastiera di Profondo rosso. Dal 2010 suona nei "Goblin Rebirth" con cui ha pubblicato nel 2015 l'album omonimo.

## Biografia
Ha iniziato a suonare il basso all'età di 14 anni. Nel 1973 viene chiamato da Claudio Simonetti e Massimo Morante per suonare il basso negli "Oliver": successivamente il nome della band viene cambiato in "Cherry Five" per poi diventare definitivamente "Goblin". Pignatelli aveva già composto l'arpeggio principale di Profondo rosso, e lo aveva conservato fino a quando Dario Argento propose ai Goblin di scrivere la colonna sonora di Profondo rosso. La sera stessa Pignatelli propose il riff al gruppo e la mattina dopo fu registrato con un organo a canne e fu riprodotto in loop usando un metodo difficoltoso; il nastro contenente la registrazione fu incollato ad anello e fatto girare per 6-7 minuti e registrato nuovamente su un multitraccia.
Nel corso degli anni ha collaborato con vari artisti tra cui Claudio Baglioni, Flavia Fortunato, Enzo Carella, Antonello Venditti, Silvia Salemi, Eduardo De Crescenzo, Adriano Pappalardo, Nada, Goran Kuzminac, Amii Stewart, Giorgia e molti altri.

## Discografia con i Goblin
- Profondo rosso (1975)
- Roller (1976)
- Suspiria (1977)
- La via della droga (1977) - colonna sonora
- Il Fantastico Viaggio del Bagarozzo Mark (1978)
- Zombi (1978) - colonna sonora
- Squadra antimafia (1978) - colonna sonora
- Amo non amo (1979) - colonna sonora
- Patrick (1979) - colonna sonora
- Buio Omega (1979) - colonna sonora
- Contamination (1980) - colonna sonora
- Virus (1980) - colonna sonora
- L'altro inferno (1981) - colonna sonora
- Uragano di fuoco (1981) - colonna sonora
- Volo (1982)
- Tenebre (1982)
- Notturno (1983) - colonna sonora
- Il ras del quartiere (1983) - colonna sonora
- Phenomena (1985) - colonna sonora
- La chiesa (1989) - colonna sonora
- Non ho sonno (2001) - colonna sonora
- Back to the Goblin 2005 (2006)
- Four of a Kind (2015)